# Tekovské muzeum
Tekovské muzeum je slovenské muzeum, které se zabývá historií oblasti Tekov.

## Historie
Muzeum vzniklo v Levicích v roce 1927 zásluhou poštmistra Jozefa Nécseyho, jenž městu daroval svoji sbírku archeologických nálezů z okolí Vrábla a Dolního Požitavie, národopisné předměty ze severní části Tekovské župy a z okolí Zvolena, dále obrazy, rodinný archiv a knihy. O ty projevil zájem také Zemský úřad pro muzea a knihovny v Budapešti. Muzeum nejprve sídlilo v městském domě, kde první správce muzea, profesor Jenő Kriek, nainstaloval expozici s názvem Nécseyho izba. V následujících letech se sbírky, zásluhou darů od občanů, rozrůstaly. Nejvýznamnější přírůstky do sbírek z této doby poskytlo bývalé piaristické gymnázium a také cestovatel Koloman Kittenberger, který se orientoval hlavně na Afriku. Roku 1940 správce zemřel a následně město obsadila maďarská vojska. Během tohoto období došlo k rozkradení a poškození sbírek. Po válce v roce 1946 se novým správcem stal bývalý učitel Pavol Huljak, který za pomoci studentů expozice znovu obnovil. V roce 1954 se muzeum přestěhovalo do prostorů bývalého františkánského kláštera a roku 1958 na své současné místo – do pevnostní Kapitánské budovy v areálu hradu Levice. V tomto období také začíná používat název Tekovské muzeum. V roce 1961 došlo k otevření první stálé expozice, ke které roku 1969 přibyla expozice o dějinách lékařství a roku 1979 moderně pojatá přírodovědná expozice. V letech 1982–1998 muselo být muzeum kvůli rekonstrukci Kapitánské budovy uzavřeno. V roce 2001 byla znovu otevřena expozice věnovaná dějinám hradu a lékařství a nově také Galerie Jozefa Nécseyho. Roku 2003 došlo ke zpřístupnění druhé části expozice, která je věnovaná archeologickým lokalitám a roku 2004 koncertní sál. Dne 31. prosince 2006 došlo k otevření třetí části stálé expozice věnované společenskému životu a řemeslům v Levicích a okolí. Mezi zářím 2005 a květnem 2006 se v místech jihozápadní bašty vybudoval amfiteátr.

## Správci muzea
- Eugen Kriek (září 1927 – září 1940)
- Kornel Koperniczky (září 1940 – prosinec 1944)
- Pavol Huljak (1946 – 26. listopadu 1956)
- Ján Kováčik (27. listopadu 1956 – 31. prosince 1958)
- Ján Beňuch (1. ledna 1959 – 31. prosince 1982)
- Pavol Beluha (1. ledna 1983 – 31. prosince 1984)
- PhDr. Karol Sándor (1. ledna 1985 – 10. dubna 1990)
- PhDr. Ján Dano (11. dubna 1990 – 31. března 1995)
- PhDr. Katarína Gellenová (1. dubna 1995 – 15. března 1999)
- PhDr. Peter Turay (16. března 1999 – 31. května 1999)
- PhDr. Ján Dano (od 1. června 1999)